# Rascafría
Rascafría é um município da Espanha na província e comunidade autónoma de Madrid, de área 150 km² com população de 1550 habitantes (2007) e densidade populacional de 10,69 hab/km².

## Demografia
| Variação demográfica do município entre 1991 e 2004 | Variação demográfica do município entre 1991 e 2004 | Variação demográfica do município entre 1991 e 2004 | Variação demográfica do município entre 1991 e 2004 |
| --------------------------------------------------- | --------------------------------------------------- | --------------------------------------------------- | --------------------------------------------------- |
| 1991                                                | 1996                                                | 2001                                                | 2004                                                |
| 1300                                                | 1459                                                | 1550                                                | 1606                                                |